# Mikael Johansson (Eishockeyspieler, 1966)
Arne Mikael Johansson (* 12. Juni 1966 in Huddinge) ist ein ehemaliger schwedischer Eishockeyspieler und derzeitiger -trainer, der in seiner aktiven Zeit von 1982 bis 2005 unter anderem für Djurgårdens IF in der Elitserien gespielt hat. Sein Bruder Kent Johansson war als professioneller Eishockeyspieler und -trainer in Schweden und der Schweiz erfolgreich.

## Karriere
Mikael Johansson begann seine Karriere als Eishockeyspieler in seiner Heimatstadt bei Huddinge IK, für dessen Profimannschaft er von 1982 bis 1985 in der damals noch zweitklassigen Division 1 aktiv war. Anschließend erhielt er einen Vertrag bei Djurgårdens IF, für den er von 1985 bis 1992 in der Elitserien spielte. Mit den Hauptstädtern gewann der Angreifer 1990 und 1991 jeweils den Europapokal und wurde 1989, 1990 und 1991 drei Mal in Folge Schwedischer Meister. Von 1992 bis 1997 stand der Linksschütze für den EHC Kloten in der Schweizer Nationalliga A auf dem Eis. Mit den Schweizern gewann er in den ersten vier Spielzeiten jeweils die nationale Meisterschaft.
Zur Saison 1997/98 wechselte Johansson zu seinem Ex-Club Djurgårdens IF, mit dem er 2000 und 2001 erneut Meister wurde. Im Anschluss an die Saison 2004/05 beendete er im Alter von 38 Jahren seine Karriere bei seinem Stammverein. Daraufhin beschloss Djurgården seine Nummer 25 nicht mehr zu vergeben. In der Saison 2008/09 stand Johansson als Cheftrainer hinter der Bande des Djurgårdens IF, bevor er zur folgenden Spielzeit das Amt des Assistenztrainers übernahm.

### International
Für Schweden nahm Johansson an der Junioren-Weltmeisterschaft 1986, sowie den Weltmeisterschaften 1990, 1991, 1994, 1995 und 1998 teil. Des Weiteren stand er im Aufgebot Schwedens bei den Olympischen Winterspielen 1988 in Calgary und 1992 in Albertville.

## Erfolge und Auszeichnungen
| - 1989 Schwedischer Meister mit Djurgårdens IF - 1990 Schwedischer Meister mit Djurgårdens IF - 1990 Europapokal-Gewinn mit Djurgårdens IF - 1991 Schwedischer Meister mit Djurgårdens IF - 1991 Europapokal-Gewinn mit Djurgårdens IF - 1993 Schweizer Meister mit dem EHC Kloten - 1994 Schweizer Meister mit dem EHC Kloten - 1994 NLA-Playoffs All-Star Team - 1995 Schweizer Meister mit dem EHC Kloten | - 1996 Schweizer Meister mit dem EHC Kloten - 2000 Schwedischer Meister mit Djurgårdens IF - 2000 Bester Torschütze in den Elitserien-Playoffs - 2000 Schwedisches All-Star-Team - 2000 Schwedischer Spieler des Jahres - 2001 Schwedischer Meister mit Djurgårdens IF - 2001 Elitserien All-Star-Game - 2001 Beste Plus/Minus-Bilanz in den Elitserien-Playoffs |

### International
| - 1984 Bronzemedaille bei der Junioren-Europameisterschaft - 1984 All-Star Team der Junioren-Europameisterschaft - 1988 Bronzemedaille bei den Olympischen Winterspielen - 1990 Silbermedaille bei der Weltmeisterschaft - 1991 Goldmedaille bei der Weltmeisterschaft | - 1994 Bronzemedaille bei der Weltmeisterschaft - 1995 Silbermedaille bei der Weltmeisterschaft - 1998 Goldmedaille bei der Weltmeisterschaft |